# 高锰酰氯
高锰酰氯是高锰酸的羟基被氯取代而成的化合物，化学式 MnO3Cl，固态时为深绿色，非常不稳定，仅在低于-100℃时不分解。它在1827年被假定存在，但到了1968年才被发现。

## 制备
高锰酰氯可以由硫酸中的高锰酸钾和氯化氢气体或是氯磺酸反应而成：
KMnO4 + HCl ＋H2SO4→ MnO3Cl ＋KHSO4+ H2O
KMnO4 + HSO3Cl → MnO3Cl + KHSO4

## 反应
它和四甲基乙烯反应，生成环氧化物 ClO2MnO(C(CH3)2)2。